# John Sinfelt
John H. Sinfelt (Condado de Clearfield, 18 de fevereiro de 1931 — Morristown (Nova Jérsei), 28 de maio de 2011) foi um engenheiro químico estadunidense.
A gasolina sem chumbo foi introduzida como resultado de suas pesquisas sobre reforma catalítica. Sinfeld trabalhava na Standard Oil Development Company (agora Exxon Mobil Research and Engineering), onde especializou-se no desenvolvimento de técnicas de aceleração de reações químicas. Mais tarde patenteou seu método.